# 薛士彥
薛士彥（1552年—？），字道譽，號欽宇，福建漳浦人，軍籍，明朝政治人物，進士出身。

## 生平
萬曆元年（1573年）癸酉科福建鄉試第七十八名，萬曆八年（1580年）庚辰科會試第八十一名，登二甲第四十九名進士。吏部觀政，十年授南京兵部职方司主事，十三年升员外郎，十四年养病。十七年复除兵部，十八年升郎中，十九年十一月升湖广提学佥事，丁憂归乡。
萬曆二十四年（1596年）九月起补陕西提学佥事，二十六年五月升湖广右参议，二十九年四月升江西副使，三十四年升右参政，三十六年升四川按察使，三十八年升广东右布政使，四十一年升云南左布政使，四十二年致仕。

## 家族
曾祖薛乾、祖父薛芹、父薛陽清。母何氏。